# Buštranje (miasto Vranje)
Buštranje (cyr. Буштрање) – wieś w Serbii, w okręgu pczyńskim, w mieście Vranje. W 2011 roku liczyła 406 mieszkańców.